# علاقة السل بفيروس العوز المناعي البشري
الترابط الوبائي بين السل وفيروس العوز المناعي البشري أحد أهم التحديات الصحيّة التي تواجه العالم في الوقت الراهن. سجّلت منظمة الصحة العالمية 9.2 مليون حالة سل جديدة 7.7٪ منها كانت مصابة بفيروس العوز المناعي البشري. السُل أحد أكثر الأمراض المعدية والمُميتة انتشارًا بين المرضى المصابين بفيروس العوز المناعي البشري. ارتباط هذين المرضين أصبح هاجسًا مخيفًا، فبينما يضعف فيروس العوز المناعي البشري مناعة المصابين، يصبح السُل أشدّ تأثيرًا نظرًا لعدم كفاءة الجهاز المناعي. هذه الحالة تصبح أكثر حدّة في حالتي مقاومة الأدوية المتعددة والشديدة عند مرضى السُل حيث يصعب العلاج ويزداد معدل الوفيات. مرض السُل قد يحدث في أي مرحلة من مراحل الإصابة بفيروس العوز المناعي البشري. خطورة السُل وحدته تزداد سريعًا بعد الإصابة بفيروس العوز المناعي البشري. أثبتت دراسة على عمال منجم للذهب في شمال أفريقيا أن خطر الإصابة بمرض السُل ازدادت بمقدار ضعف خلال السنة الأولى بعد الانقلاب المصلي لفيروس العوز المناعي البشري. بالرغم من أن السُل قد يٌعد مؤشرًا مبكرًا على الإصابة بفيروس العوز المناعي البشري، من المهم أن يؤخذ بعين الاعتبار أن خطورة السُل تزداد مع نقص معدل الخلايا التائية المساعدة المصاحب لفيروس العوز المناعي البشري. خطورة السُل عادة ما تكون أعلى عند مصابيّ فيروس العوز المناعي البشري من باقي أفراد المجتمع حتى بعد استعادة فعالية الجهاز المناعي بالعلاج المضاد للفيروسات الذي يحلفظ على معدل عالي من الخلايا التائية المساعدة.

## فئات السل وفيروس العوز المناعي البشري
مرض السل مقسمة إلى قسمين: مرض نشط أو عدوى كامنة. مرض السل النشط له أعراض ومعدٍ بينما لا أعراض لمرض السل الكامن وهو غير معدٍ (في العادة). تقدّر فرصة تفاقم العدوى الكامنة إلى مرض سل نشيط ب10٪ طوال الحياة. إذا لم يعطَ المريض علاجًا منظمًل في حالة المرض النلشط سترتفع نسبة الوفاة إلى 66٪. مرض فيروس العوز المناعي البشري ينقسم أيضا إلى نوعين: عدوى كامنة أو مرض نشط. بعد دمج الدنا الفيروسي في جينوم المضيف، قد يصبح الفيروس كامنا، مما يسمح للفيروس وللخلية المضيفة أن يكونا في مرحلة جمود لتجتب اكتشاف الجهاز المناعي لهما. بينما في العدوى النشطة، الفيروس ينسخ وينتج جينيوم الرنا و وبروتينات الفيروس التي تُجمّع لتخرج من الخلية كجسيمات فيروسية جديدة مما يؤدي إلى عمليات مزيد من التكرار لإنتاج جزيئات فيروسية أكثر.

## النشوء المرضي في الترابط الوبائي بين السل وفيروس العوز المناعي البشري
ينشأ مرض السل بطريقتين أولهما تفاقم العدوى الأولية وثانيهما تفاعل مرض السل مع مرض كامن. تحدث عدوى المتفطرة السلية عندما يتعرّض الفرد لعصيّة سليّة مُعدية. عندما تصل العصيّة إلى الحويصلات الهوائية تبتلعها بواسطة الخلايا الأكولة الحويصلية، وحينها تتضاعف العصيّات الحيّة داخل الخلايا الأكولة حيث يؤدي ذلك في نهاية المطاف إلى انتشار دموي المنشأ في بقية جسم المريض. وفي عدوى فيروس العوز المناعي البشري تقوم الخلايا الأكولة المريضة بأداء عملها بطريقة معاكسة لمرض السل مما يؤدي إلى تفاقم المرض.

## العلاج
يُنصح للأفراد المصابون بفيروس العوز المناعي البشري والسل بتلقي علاج لكلا المرضين بصرف النظر عن عدد خلايا CD4+. استخدام  علاج الفيروس القهقري (ART) ضد فيروس العوز المناعي البشري) لى جانب علاج مرض السل (ATT) هما العلاجان الوحيدان المتاحان في الوقت الحاضر. على الرغم من أن توقيت البدء في استخدام علاج مرض السل محل جدل إلا أن فوائد استخدام العلاج المضاد للفيروس القهقهري يتسبب في تقليص معدل الوفيات المبكرة وانخفاض الانتكاسات المرضية ومنع مقاومة علاج مرض السل وانخفاض احتمالية الإصابة بالالتهابات المصاحبة لفيروس العوز المناعي البشري (غير السل). أما مساوئ استخدامه فهي تراكم سمية العلاجين والتفاعل بينهما الذي يؤدي للاتهاب، وهذه هي العوامل التي تحد من استخدام علاج مرض السل وعلاج فيروس العوز المناعي البشري.

## البحث في المستوى الجزيئي
كشفت دراسة أجريت على 452 مريضًا أن النمط الجيني المسؤول عن ارتفاع إنتاج إنترلوكين-10 يجعل المصابين بفيروس العوز المناعي البشري أكثر عرضة للإصابة بمرض السل. دراسة أخرى عن الترابط الوبائي بين فيروس العوز المناعي البشري ومرض السل أشارت إلى أن المستويات العالية من إنترلوكين-10 وإنترلوكين-22 تجعل المريض المصاب بالسل أكثر عرضة لمتلازمة استنشاء المناعة الالتهابية. كما أن ترافق فيروس العوز المناعي البشري مع مرض السل يقلل أيضا من تركيز ميتالوبروتياز المادة الخلالية مما يؤدي إلى انخفاض الالتهاب المناعي.